# Théâtre des Folies-Dramatiques

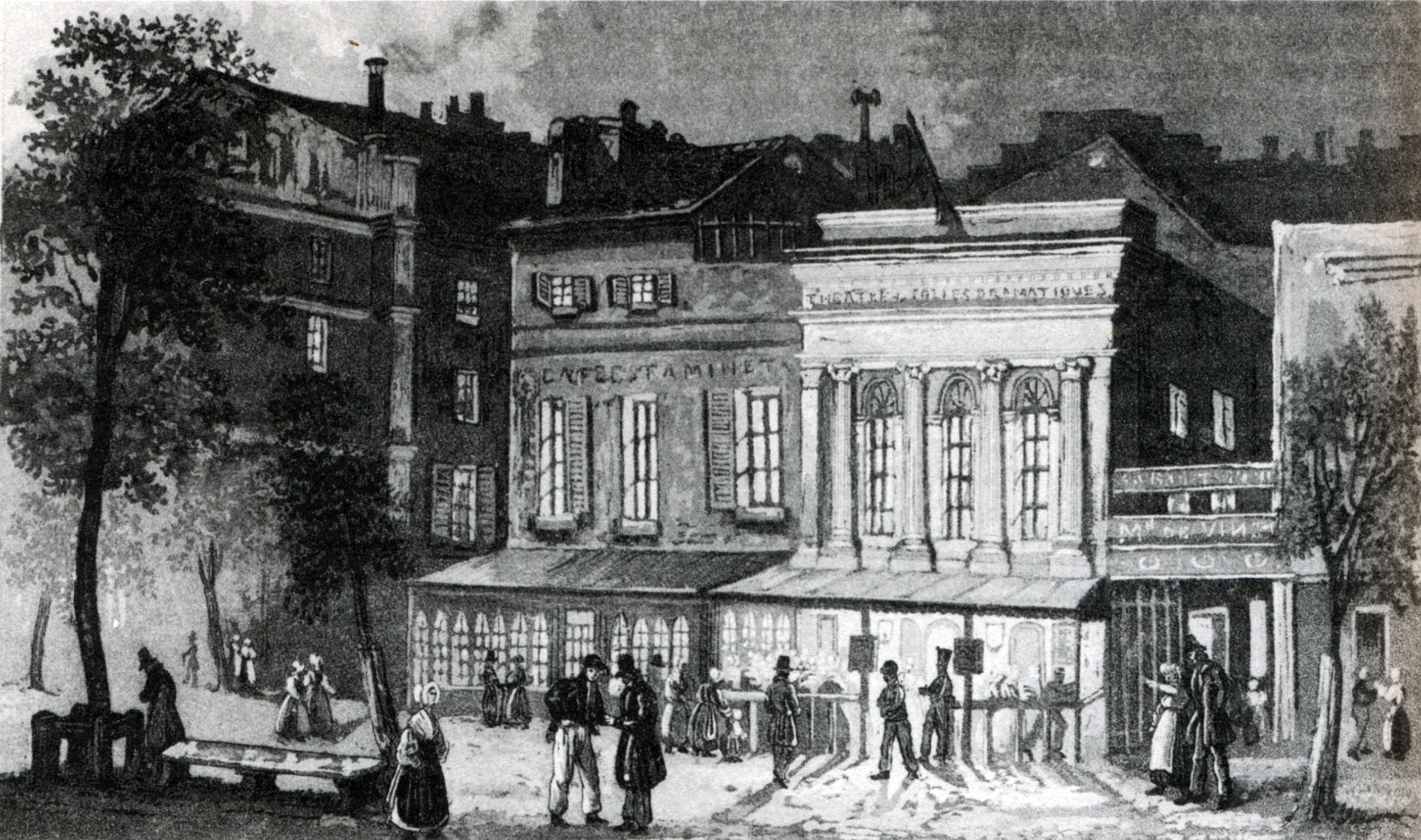
Das Théâtre des Folies-Dramatiques um 1835, links ist noch das Gebäude des Cirque Olympique zu sehen

Das Théâtre des Folies-Dramatiques war ein Theater in Paris. Es wurde 1832 am Boulevard du Temple erbaut und ersetzte das alte Théâtre de l’Ambigu-Comique. Es wurde mit dem berühmten Darsteller Frédérick Lemaître, der hier oft den Räuber Robert Macaire spielte, einer der wichtigsten Aufführungsorte für das Melodram.
1862, anlässlich seines Abbruchs aufgrund der Umgestaltung der Pariser Boulevards, siedelte es an die Rue de Bondy (10. Arrondissement) um und beherbergte nun hauptsächlich die Pariser Operette. Charles Lecocq führte hier 1873 sein Werk La Fille de Madame Angot auf, Robert Planquette folgte 1877 mit Les Cloches de Corneville, Jacques Offenbach 1879 mit La Fille du tambour-major und André Messager 1887 mit La Béarnaise. 
Das Theater wurde im 20. Jahrhundert auch als Kino verwendet und in den 1930er-Jahren gänzlich zum Tonfilmkino umgestaltet. 